# Громадянська демократична партія
Громадянська демократична партія (чеськ. Občanská demokratická strana, ODS) — чеська ліберально-консервативна політична партія заснована в 1991 році. Партія має 16 місць із 200 у Палаті депутатів та 15 місць із 81 у Сенаті та 2 місць із 21 виділених для Чехії у Європарламенті (входить до фракції Європейські консерватори та реформісти).

## Історія
Громадянська демократична партія (ГДП) виникла в лютому 1991 року після розпаду Цивільного Форуму — рушійної сили Оксамитової революції. У квітні того ж року відбувся Статутний з'їзд, на якому головою партії було обрано Вацлав Клаус, що знаходиться в той час на посту міністра фінансів.
Після парламентських виборів 1992 року ГДП стала найсильнішою партією правого центру правлячої коаліції, а Вацлав Клаус був призначений головою уряду. Він сформував коаліційний уряд, до якого увійшли також Християнсько-демократична партія, Християнсько-демократичний союз — Чехословацька народна партія, Громадянський демократичний альянс. У 1995 році нечисленна Християнсько-демократична партія влилася в ГДП.
Після виборів в червні 1996 року ГДП виявилася на чолі нестабільного уряду правих з тими ж політичними партнерами, але з меншою кількістю мандатів у нижній палаті парламенту. У 1997 році всередині ГДП виник спір про фінансування партії, який у результаті привів до розпаду правлячої коаліції. Деякі провідні представники ГДП заснували нову партію, Союз Свободи. За підсумками виборів в червні 1998 року ГДП виявилася на другому місці за кількістю голосів виборців. З урядом меншості соціал-демократів вона підписала, так званий, «опозиційний договір».
14-15 червня 2002 року відбулися вибори в Палату депутатів. На виборах перемогла ЧСДП із 30,20 % голосів, ГДП опинилася на другому місці з результатом у 24,47 % голосів. Перемігші соціал-демократи вирішили сформувати коаліційний уряд, ГДП пішла в опозицію.

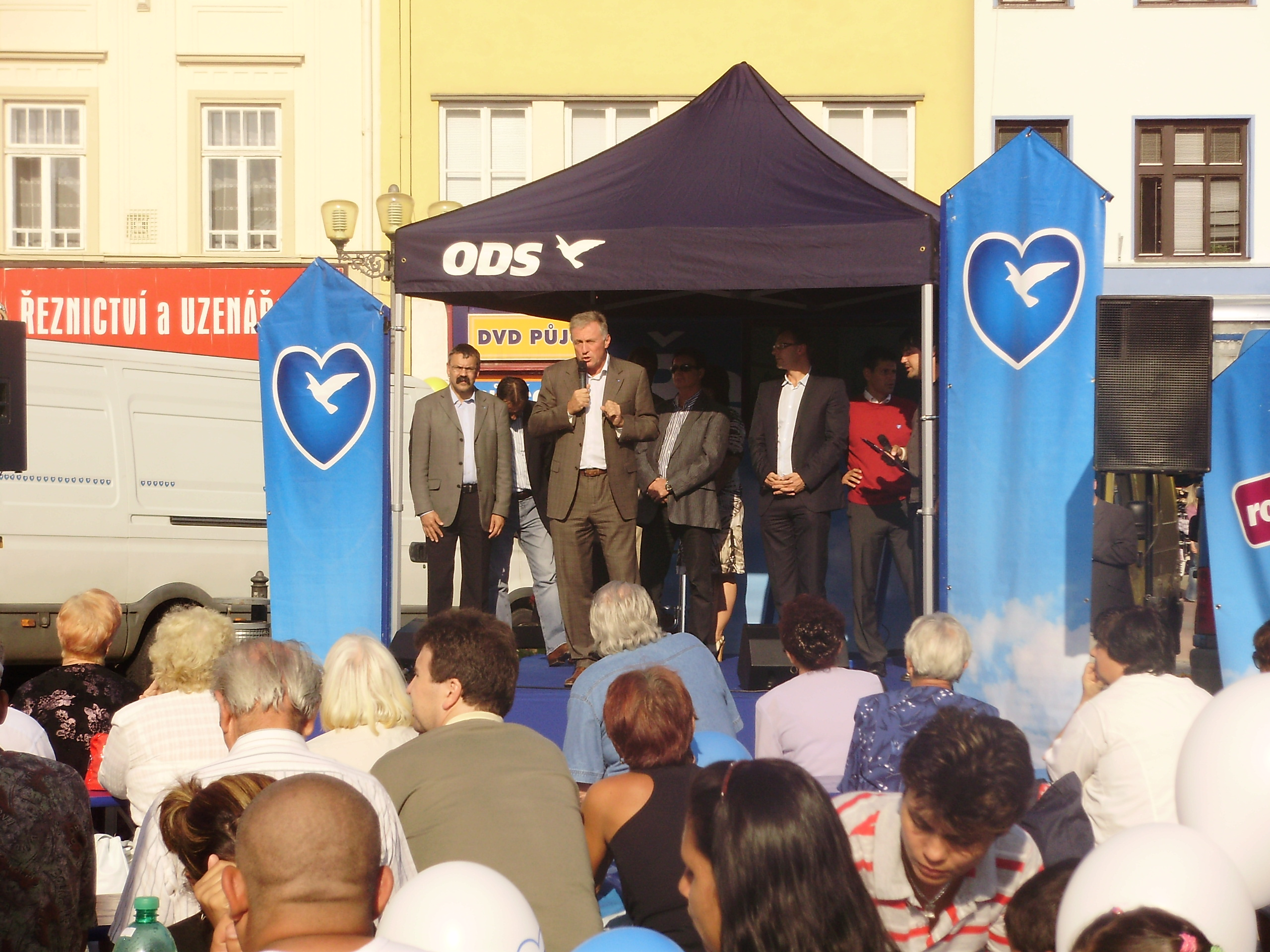
Передвиборний мітинг ГДП

Перші в історії Чехії вибори до Європейського парламенту, які відбулися 11-12 червня 2004 року виграла ГДП, отримавши 30,04 % голосів і 9 з 24 загальної кількості місць. Невдачі соціал-демократів на чолі з прем'єр-міністром Володимиром Шпідлою згодом привели до його відставки. ГДП згодом приєдналася до політично найсильнішої фракції Європейської народної партії — Європейських демократів (ЄНП-ЄД).
У червні 2006 року Громадянській демократичній партії вдалося знову після майже десяти років перемогти на парламентських виборах. Вона отримала в цілому 35,38 % голосів (81 місць).
Президент Чехії Вацлав Клаус призначив формування нового уряду голові перемігшої партії Міреку Тополанеку. Через тупикову ситуацію був створений уряд меншості ГДП, але в жовтні 2006 року він не отримав довіру Палати депутатів і на початку 2007 року, ухвалив рішення про свою відставку. Підготовку нового уряду було знову доручено Міреку Тополанеку, який, після довгих і складних переговорів зміг зібрати коаліційний уряд, що складався із представників ГДП, Християнсько-демократичного союзу — Чехословацької народної партії і Партії зелених, яка була підтримана двома депутатами, обраними за списком соціал-демократів.

## Результати виборів

### Палата депутатів
| \| Рік \| Голосів % \| Місць \| Місце \| Уряд? \| \| ---- \| --------- \| ----- \| ----- \| ----- \| \| 1992 \| ? \| 66 \| 1-е \| Так \| \| 1996 \| 29,6 ▲ \| 68 ▲ \| 1-е \| Так \| \| 1998 \| 27,7 ▼ \| 63 ▼ \| 2-е ▼ \| Ні \| \| 2002 \| 24,5 ▼ \| 58 ▼ \| 2-е \| Ні \| \| 2006 \| 35,3 ▲ \| 81 ▲ \| 1-е ▲ \| Та \| \| 2010 \| 20,2 ▼ \| 53 ▼ \| 2-е ▼ \| Так \| |           |       |       |       |
| Рік | Голосів % | Місць | Місце | Уряд? |
| 1992 | ?         | 66    | 1-е   | Так   |
| 1996 | 29,6 ▲    | 68 ▲  | 1-е   | Так   |
| 1998 | 27,7 ▼    | 63 ▼  | 2-е ▼ | Ні    |
| 2002 | 24,5 ▼    | 58 ▼  | 2-е   | Ні    |
| 2006 | 35,3 ▲    | 81 ▲  | 1-е ▲ | Та    |
| 2010 | 20,2 ▼    | 53 ▼  | 2-е ▼ | Так   |

### Сенат
- 1996 Сенат: 29 місць (весь Сенат обраний, тільки одна третина в наступних виборах)
- 1998 Сенат: 9 місць
- 2000 Сенат: 8 місць
- 2002 Сенат: 9 місць
- 2004 Сенат: 18 місць
- 2006 Сенат: 14 місць
- 2008 Сенат: 3 місця
- 2010 Сенат: 8 місць

### Європейський парламент
| \| Рік \| Голосів % \| Місць \| Місце \| \| ---- \| --------- \| ----- \| ----- \| \| 2004 \| 30,0 \| 9 \| 1-е \| \| 2009 \| 31,5 ▲ \| 9 \| 1-е \| |           |       |       |
| Рік | Голосів % | Місць | Місце |
| 2004 | 30,0      | 9     | 1-е   |
| 2009 | 31,5 ▲    | 9     | 1-е   |

## Лідери
- Вацлав Клаус 1991–2002
- Мірек Тополанек 2002–2010
- Петр Нечас 2010—2013
- Петр Фіала 2014-...